# IC 2289
IC 2289 је појединачна звијезда у сазвјежђу Рак која се налази на листи објеката дубоког неба у Индекс каталогу.
Деклинација објекта је + 18° 29' 54" а ректасцензија 8h 19m 7,8s.